# SCATHA
SCATHA (Spacecraft Charging at High Altitude) oder auch P78-2 war ein Forschungssatellit der United States Air Force, der am 30. Januar 1979 um 21:42 Uhr UTC mit einer Delta 2914 von Launch Complex 17 B der Cape Canaveral Air Force Station in eine elliptische Transferbahn zwischen 185 km und knapp 44.000 km Höhe mit 28° Inklination zum Äquator gestartet wurde. Von dort gelangte SCATHA mit ihrem eigenen Antrieb bis zum 1. April 1979 in eine quasistationäre Umlaufbahn in etwa 28.000 km bis etwa 42.000 km Höhe mit etwa 8,0° Inklination zum Äquator. Es war der 148. Start einer Delta-Rakete.
SCATHA wurde gestartet, um die elektrische Aufladung von Satelliten in der Erdmagnetosphäre und ihre Entstehung zu erforschen, die zu zerstörerischen elektrischen Entladungen führen können. Dazu untersuchte SCATHA auch die Erdmagnetosphäre. Auch sollte festgestellt werden, wie sich Satelliten gegen Entladungen schützen lassen.
SCATHA war ein von Martin Marietta gebauter spinstabilisierter, trommelförmiger Satellit mit 1,7 m Durchmesser und 1,8 m Höhe. SCATHA hatte drei Ausleger von 3 m Länge, einen mit 2 m Länge und einen mit 7 m Länge. Der obere und untere Teil von SCATHAs Mantel war mit Solarzellen belegt. Am mittleren Bereich waren die ausklappbaren Ausleger befestigt, die beim Start zusammengeklappt nach oben, bzw. auch noch nach unten zeigten. Die Ausleger klappten in die Äquatorebene von SCATHA aus, so dass sie senkrecht auf der Spinachse standen. Auf dem Zentrum der Oberseite von SCATHA stand eine Antenne, durch die die Rotationsachse von SCATHA verlief. Daneben gab es noch eine ausfahrbare Stabantenne, die parallel zu den Auslegern ausgefahren wurde und von einem zum anderen Ende 101,7 m lang ist. SCATHA rotiert zur Stabilisierung mit 1 Umdrehung/min um die eigene Achse und hat acht Korrekturtriebwerke, die aus zwei Tanks mit Hydrazin versorgt werden. Die Solarzellen erzeugen 290 Watt, und die Datenübertragung erfolgte im S-Band. Der 360 kg schwere SCATHA Satellit hatte 12 wissenschaftliche Experimente mit einem Gesamtgewicht von 87 kg an Bord. Diese verbrauchen 110 Watt der elektrischen Leistung. Die für ein Jahr geplante Mission konnte fast auf zehn Jahre verlängert werden, obwohl zwei der Experimente kurz nach der Aktivierung ausfielen.

## Hauptquellen
- SCATHA (P78-2) auf Gunter’s Space Page (englisch)
- SCATHA in der Encyclopedia Astronautica (englisch)